# ひなたライナー
ひなたライナー（ひなたらいなー）は、かつて京都府京都市を起点に大阪府大阪市・兵庫県神戸市を経て宮崎県延岡市・日向市・宮崎市までの間で運行されていた夜行高速バスである。2019年（平成31年）2月28日出発便をもって廃止された。
本項では、旧路線である「おひさま号」「あおしま号」に加え、「あおしま号」と運行会社が同じで、大阪府大阪市と宮崎県延岡市を結んだ「ひえつき号」についても述べる。

## 概要
「ひなたライナー」は2017年2月1日より運行開始したが、以前にも1989年から1999年の間、「あおしま号」の名称で大阪府大阪市と宮崎県えびの市・小林市・都城市・宮崎市を結んでいた路線が存在した。その後、2008年に京都市・神戸市を新たに停車地に加え「あおしま号」とほぼ同じ経路で結ぶ「おひさま号」として事実上復活したが、2016年9月30日の宮崎出発便（関西出発便は前日の29日）をもって運行休止となっていた。
京阪神と宮崎間を結ぶ公共交通機関は、宮崎空港が宮崎市の中心街から比較的近い場所にあり、かつ空港アクセス鉄道としてJR線が接続しているほか、関西～宮崎間にはフェリーもかつては複数航路が運航し、さらに夜行列車もあったことから歴史的に利用者の選択肢が比較的多様であったが、夜行高速バスについては「あおしま号」「ひえつき号」とも九州内は高速道路を経由することから九州島の西側（熊本県経由）を大回りしており、鹿児島方面系統と比べても距離が長くなるにも関わらず、運賃は鹿児島線よりも安いという営業上不利な点があった。同じ東九州の京阪神と大分県を結ぶ路線も、宮崎と同様にフェリーとの競合があり、近鉄は「エメラルド号」を運行していたが（競合して阪急バスなどの「ゆのくに号」もあった）、こちらも1997年に運行を終了している。
「あおしま号」の廃止後、寝台特急「彗星」も2005年に廃止となり、関西と宮崎を直結する夜行陸上交通は皆無となった（フェリーも航路が減少している）。しかし、宮崎発着は「おひさま号」として、大分発着は2011年12月21日より近鉄と大分側3事業者との共同運行による「SORIN号」として事実上復活したが、「おひさま号」は2016年9月30日をもって運行終了することとなった。なお近鉄の発表によると、「おひさま号」運行終了時点で既に2017年春頃を目処に、これまでの九州島の西側経由から東側の東九州自動車道（延岡・日向）経由に変更して運行再開することが計画されており、同年12月14日には愛称の「ひなたライナー」とともに正式に発表された。
なお、「あおしま号」「ひえつき号」は共同運行会社が同じであるが、熊本以南の運行経路が大きく異なることから、近鉄バスが2006年に統合した「ツィンクル号」（大阪 - 新宿）と「トレンディ号」（大阪 - 八王子）のような路線統合（ともに大阪 - 八王子間の経路がほぼ同じのため、統合して大阪 - 八王子・新宿とした）が困難であったことも両系統が共倒れとなった遠因であった。しかし東九州自動車道の全通により両系統の事実上の統合が24年の歳月を経て実現した形となり、さらに大阪と延岡市を結ぶ夜行バスは24年ぶりに復活した形となった。
しかしながら運行再開後わずか2年で、近鉄バスは「ひなたライナー」の運行を2019年2月28日をもって終了すると発表。背景としてLCC（格安航空便）就航の影響による利用客離れや、近年の燃料費高騰、深刻な乗務員不足などの諸事情により、今後の運航継続が困難になったことが述べられている。

### 沿革
- 1989年（平成元年）12月8日 - 宮崎線「あおしま号」運行開始（毎日運行）[3]。運行開始当時は大阪側の停留所はあべの橋・上本町バスセンターの2箇所。
- 1990年（平成2年）12月21日 - 延岡線「ひえつき号」運行開始（毎日運行）[4]。大阪側の停留所は同じ。
- 1993年（平成5年）2月1日 - 「ひえつき号」運行休止。後に正式廃止。
- 1996年（平成8年）
  - 3月 - 「あおしま号」なんばOCATへの乗り入れを開始。
  - 秋 - 「あおしま号」を、春休み・夏休み・年末年始・ゴールデンウィークなどの季節運行に変更。
- 1997年（平成9年） - 山陽自動車道全通に伴い、同道経由に変更。
- 1999年（平成11年）3月28日 - 「あおしま号」事実上の運行終了。後に正式廃止。
- 2008年（平成20年）12月1日 - 京都・大阪・神戸 - 宮崎間で「おひさま号」として運行開始（毎日運行）。
- 2013年（平成25年）8月 - 「おひさま号」がこれまで停車していた名神高速の3停留所（名神大山崎・名神高槻・名神茨木）における乗降扱いを廃止。
- 2016年（平成28年）9月30日 - この日の宮崎出発便（京都出発便は前日）をもって運行休止[5]。
- 2017年（平成29年）2月1日 - 京都・大阪・神戸～延岡・日向・宮崎間で「ひなたライナー」として運行開始。
- 2018年（平成30年）4月1日 - 延岡駅前周辺整備再開発による延岡駅前バスセンター解体工事に伴い、延岡側における乗降場所を「延岡駅」（駅構内バス乗り場）に変更[6]。
- 2019年（平成31年）2月28日 - この日の京都・宮崎双方の出発便をもって運行終了[1]。

## ひなたライナー
2017年2月1日に近鉄バスの単独運行で運行開始。かつての「おひさま号」・「あおしま号」・「ひえつき号」はいずれも熊本県を通るルートであったが、本路線は北九州JCTより東九州自動車道を通るルートとなり熊本県内を通過しない。

### 運行会社
- 近鉄バス
  - 担当営業所：稲田営業所

本路線は京都発着ではあるが、SORIN号と同様、他の京都発着路線とは異なり京都営業所の担当ではない（前身の「おひさま号」時代は京都営業所が担当していた）。同様の事例として、京都発着ながら八尾営業所が担当している八尾・京都特急線および、その間合い運用である三井アウトレットパーク滋賀竜王線がある。
近鉄バスの単独運行で、夜行により1日1往復する。宮崎側の運行支援（予約・発券・折返整備等の業務）は宮崎交通が受託している。

### 運行経路・停車箇所
太字は停車停留所。双方向とも関西圏内ならびに宮崎県内のみの区間利用は不可。
京都駅八条口 - 京都南IC - （名神高速道路） - 豊中IC - （阪神高速道路） - 大阪駅前〈地下鉄東梅田駅〉 - （阪神高速道路） - 神戸三宮〈ミント神戸〉 - （阪神高速道路・神戸淡路鳴門自動車道・山陽自動車道・関門橋・九州自動車道・東九州自動車道） - 延岡駅 - （延岡道路・東九州自動車道） - 門川BS - 日向IC - 西都IC - 国富BS - 宮崎BS - 宮崎西IC - カリーノ宮崎前/山形屋前 -  宮交シティ
- 宮崎行きは山陽道龍野西SA、京都行きは東九州道別府湾SAにおいて、それぞれ途中15分間における乗客開放休憩を行う（他に2箇所ほどのSA・PAに停車するが、車両点検ならびに乗務員交代のための停車であり、乗客は車外へは出られない）。
- 近鉄バスの夜行高速路線は、大阪市内ではあべの橋と近鉄なんば西口（OCAT）、大阪駅前（地下鉄東梅田駅）の3箇所に停車するのが基本であるが、ひなたライナーはあべの橋・OCATへの停車はしない（前身の「おひさま号」も両停留所には停車していなかった）。
- 延岡駅は東九州道延岡ICで一旦高速を降り、延岡市街地方向へ立ち寄るルートとなる。
- カリーノ宮崎前は宮崎行きの降車のみ、山形屋前は京都行きの乗車のみとなる。

### 車両
日野・セレガハイデッカー車を使用。
- 27人乗り3列独立シート
- トイレ
- 毛布・スリッパ
- 座席コンセント
- 仕切りカーテン
- プラズマクラスターエアコン
- 冷蔵庫に紙パックの緑茶あり

## おひさま号（廃止）

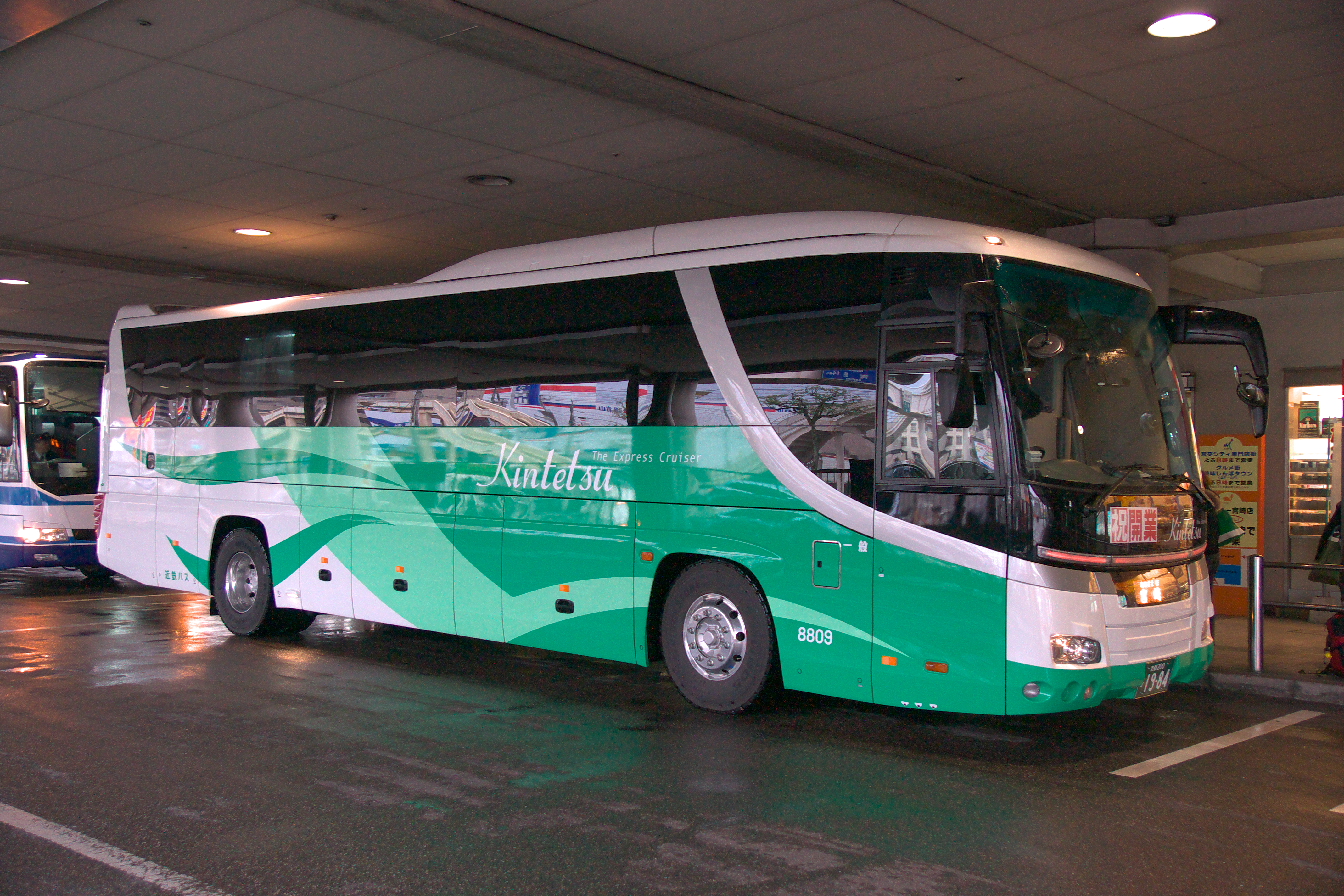
おひさま号（近鉄バス）

2008年12月1日に近鉄バスの単独運行で「おひさま号」の愛称で運行開始した。かつての「あおしま号」は大阪市内のみからであったが、京都・神戸からも利用可能になった。

### 運行会社
- 近鉄バス
  - 担当営業所：京都営業所

近鉄バスの単独運行で、夜行により1日1往復していた。宮崎側の運行支援（予約・発券・折返整備等の業務）は宮崎交通が受託していた。

### 運行経路・停車箇所
運行休止時点。太字は停車していた停留所。双方向とも関西圏内ならびに宮崎県内のみの区間利用は不可。
京都駅八条口 - 京都南IC - （名神高速道路） - 豊中IC - （阪神高速道路） - 大阪駅前〈地下鉄東梅田駅〉  - （阪神高速道路） - 神戸三宮〈ミント神戸〉 - （阪神高速道路・神戸淡路鳴門自動車道・山陽自動車道・関門橋・九州自動車道） - えびのIC - えびのJCT - （宮崎自動車道） - 小林IC - 都城北 - 宮崎IC - 宮交シティ
- 宮崎行は山陽道福石PA・京都行は九州道宮原SAにおいてそれぞれ乗客開放の途中休憩をおこなっていた。この他3箇所ほどのSA・PAにおいて停車するが、車両点検と乗務員交代のためのもので、乗客は車外へは出られなかった。

### 車両
日野・セレガハイデッカー車を使用。
- 27人乗り3列独立シート
- トイレ
- 毛布・スリッパ
- 座席コンセント
- 仕切りカーテン
- プラズマクラスターエアコン
- 冷蔵庫に紙パックの緑茶あり

## あおしま号（廃止）

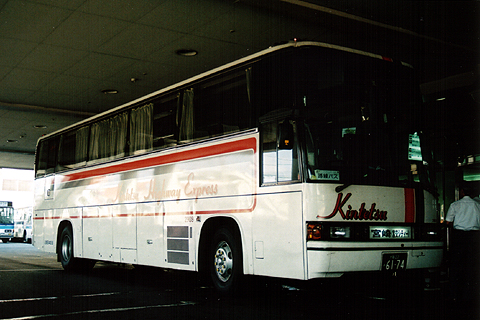
あおしま号（近畿日本鉄道 現：近鉄バス）

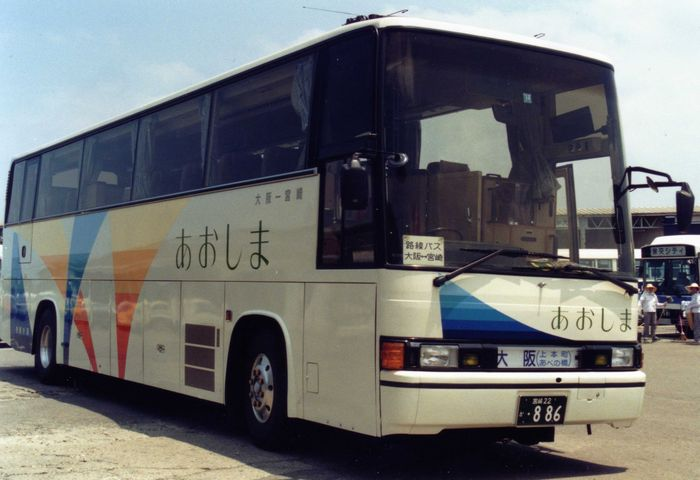
あおしま号（宮崎交通の専用車）

あおしま号（あおしまごう）は、かつて大阪市と宮崎県宮崎市を結んで運行していた高速バスである。あおしまの名は宮崎県の観光地・青島から取ったもの。沿革にもある通り、当初は毎日運行であったが、末期は季節運行に変更されていた。

### 運行会社
- 近畿日本鉄道（現在の近鉄バス）
  - 担当営業所：布施営業所→八尾営業所
- 宮崎交通
  - 担当営業所：本社・貸切高速営業所

両社による共同運行で、夜行により各社1日0.5往復していた。

### 運行経路・停車箇所
運行休止時点。太字は停車していた停留所。
あべの橋バスステーション - 上本町バスセンター - 近鉄なんば駅西口〈OCAT〉 - （阪神高速道路・中国自動車道・播但連絡道路・山陽自動車道・関門橋・九州自動車道） - えびのIC - えびのJCT - （宮崎自動車道） - 小林IC - 都城北 - 宮崎IC - 宮交シティ

### 所要時間・運賃
運行休止時点のデータ。
- 大阪あべの橋～宮交シティ：11時間41分
- 片道11,500円（おひさま号より500円安い）

### 車両
両社とも日野RUグランデッカ（スーパーハイデッカー）で、乗客定員28名の3列独立シート車を使用し、車内はトイレ、自動車電話、車内オーディオ（テレビ・ビデオ・マルチステレオ）、飲み物サービスなどを備えていた。
塗装は、当初2社で共通塗装としていたが（上記宮交車の塗装）、愛称表記は近鉄はローマ字で「AOSHIMA」、宮交はひらがなで「あおしま」と異なっていた（なおかつては、熊本 - 宮崎線「なんぷう号」でも同様に宮崎交通と九州産交バスの共通塗装だが、愛称表記は両社で異なる例があった）。のちに塗装変更で各社別の塗装になった。

## ひえつき号（廃止）

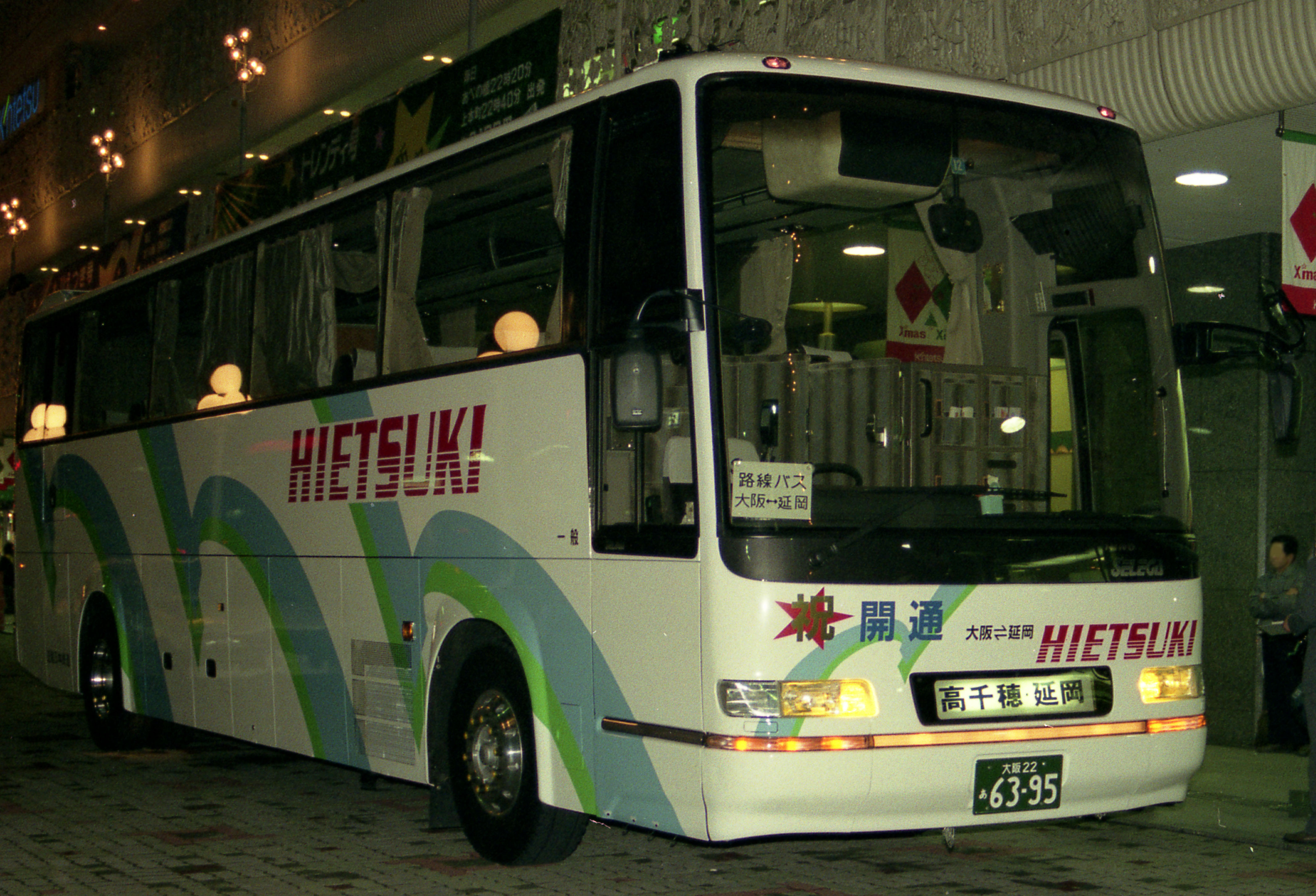
ひえつき号（近畿日本鉄道）

ひえつき号は、かつて大阪府大阪市と宮崎県延岡市を結んでいた高速バス路線。大阪と宮崎県内を結ぶ路線としては2路線目となった。旭化成の企業城下町である延岡と同社の本社がある大阪の間の利用を見込んだものと考えられるが、利用の不振もあり運行期間は短かった。路線愛称の「ひえつき」は宮崎県の民謡「ひえつき節」に由来する。
なお、旭化成は工場のある延岡市から宮崎空港までヘリコプターをチャーターしていたが、1990年9月に社員が死亡するヘリ墜落事故があり、ひえつき号開設時にはヘリコプターの運行を中止していた。

### 運行会社
- 近畿日本鉄道（現：近鉄バス）
  - 担当営業所：布施営業所
- 宮崎交通
  - 担当営業所：延岡営業所

両社による共同運行で、夜行により各社1日0.5往復していた。

### 運行経路・停車箇所
運行休止時点。太字は停車していた停留所。
あべの橋バスステーション - 上本町バスセンター - （阪神高速道路・中国自動車道・関門橋・九州自動車道） - 熊本IC - （国道57号・国道325号） - 高千穂バスセンター - （国道218号） - 延岡駅前バスセンター

### 所要時間・運賃
運行休止時点のデータ。
- 大阪あべの橋 - 延岡：12時間50分
熊本市経由で延岡まで一般道を走行して九州山地を横断するため所要時間が長い。
- 大阪 - 延岡：片道11,000円、往復19,800円

### 車両
近鉄が当時出たばかりの日野・セレガ、宮交が三菱ふそう・エアロクイーンMを使用し、車内はビデオ・マルチステレオや飲み物などの各種サービスをおこなっていた。宮交はあおしま号と同じデザインで愛称表記のみ「ひえつき」としたのに対し、近鉄は別デザインの車両であった。
運行終了後は、宮交は高速・観光色に変更して他路線へ転出、近鉄はしばらく塗装変更せず（愛称表記は削除）熊本線「サンライズ号」などに使用、のちに2度の塗装変更を経て甲府線「クリスタルライナー」にも運用された。